# فانداگو (فیلم ۱۹۸۵)
فانداگو (به انگلیسی: Fandango) یک فیلم سینمایی کمدی آمریکایی به کارگردانی کوین رینولدز محصول سال ۱۹۸۵ است.

## داستان
پنج دوست دانشگاه در سال ۱۹۷۱ مراسم فارغ‌التحصیلی خود را رها کرده و برای ماجراجویی به مرز مکزیک می‌روند تا…

## تولید
فیلمبرداری اصلی در بهار سال ۱۹۸۳ آغاز شد، در درجه اول در تگزاس، از جمله آلپاین، آستین، ال پاسو، فورت دیویس، لاهیتاس، ماراتون، مارفا، ماناهنز، تگزاس پیکس، و سن الیزریو و تالسا، اکلاهما بود.